# Elisabeth Leonskaja
Elisabeth Leonskaja, oroszul Елизавета Ильинична Леонская (Tbiliszi, 1945. november 23. – ) Bécsben élő orosz zongoraművész.

## Élete, munkássága
1945. november 23-án született Tbilisziben, Grúziában, Odesszából származó szülők gyermekeként. Apja lengyel és orosz származású, anyja zsidó volt. Szülei az odesszai zsidó pogromok elől menekültek Tbiliszibe. Apja ügyvédként, anyja zenészként dolgozott, így természetes volt, hogy lányukat is taníttatni fogják zenére. Hétéves korában kezdte a zongora tanulmányait, és kivételesen gyorsan haladt. Csodagyereknek számított, tizenegy éves korában már zenekarral játszott együtt (Beethoven első zongoraversenyének első tételét játszotta), két év múlva pedig szólóestet adott. 18 évesen részt vett a bukaresti Enescu versenyen, és első díjat nyert, 1964-ben megnyerte a Busoni versenyt. Ekkor Moszkvába költözött, a Csajkovszkij Állami Konzervatóriumban tanult tovább, ahol Jakov Milstein volt a tanára, és díjat nyert a Marguerite Long és a brüsszeli Queen Elizabeth versenyeken.
Az 1960-as évek végén egy hangversenyen találkozott Oleg Kagan hegedűművésszel, és rövid ismeretséget követően 1968-ban összeházasodtak, de a házasság nem tartott sokáig. A fiatal tehetségre már tanulmányai alatt felfigyelt Szvjatoszlav Richter, aki apai barátja, zenei támogatója lett, gyakran léptek fel közös koncerteken. Leonskaja szerint ő adta a legfontosabb impulzust számára a zenéhez. 
1978-ban elhagyta a Szovjetuniót, és Bécsben telepedett le. Nyugati koncertzongorista karrierjének kezdetét az 1979-es Salzburgi Ünnepi Játékokon nyújtott szenzációs fellépése jelentette. Évtizedek óta korunk legünnepeltebb zongoristái közé tartozik, vitathatatlanul a szovjet korszak nagy orosz zenészeinek nyomdokaiba lépett. Saját nyilatkozata szerint ő megmaradt orosz zongoristának, nem lett bécsi. Kivételes zongorista, aki egyre jobb és jobb lesz az életkorral, miközben a virtuozitását nem hangsúlyozza. A legmelegebb fogadtatásban részesül, bárhol is jelenjen meg a világban. Egyik francia kritikusa „a szovjet iskola utolsó nagyasszonyának” nevezte. Ugyanakkor munkásságára, egyéniségére jellemző a visszafogottság és szerénység, erre utalhat az, hogy egy spanyol kritikus „antidívának” nevezte. A Diapason zenei magazin szerint Leonskaja útja nagy magasságokba vezetett: önmagát felülmúlva, igényességével, szenvedélyével és intelligenciájával nemcsak napjaink, hanem korunk legnagyobbjaival is egy szintre került.
Szólistaként a világ szinte összes vezető zenekarával fellépett, mint például a New York-i Filharmonikusok, a Los Angeles-i Filharmonikus Zenekar, a Clevelandi Zenekar, a Londoni Filharmonikus Zenekar, a Royal Filharmonikus Zenekar, a BBC Szimfonikus Zenekar, a Budapesti Fesztiválzenekar, a MÁV Szimfonikus Zenekar, a zürichi Tonhalle Zenekar, a Berlini Filharmonikus Zenekar, a lipcsei Gewandhausorchester, a Cseh Filharmonikus Zenekar és még sokan mások, valamint olyan vezető karmesterek vezényletével, mint – többek között – Kurt Masur, Colin Davis, Christoph Eschenbach, Fischer Iván, Fischer Ádám, Christoph von Dohnányi, Kurt Sanderling, Mariss Jansons, Jurij Tyemirkanov, Dmitrij Kitajenko. Emellett folyamatosan a világ legrangosabb zenei központjaiban ad szólóesteket. Művészi életében a kamarazene is kiemelkedő szerepet játszik, gyakran lép fel például az Emerson, a Borodin és az Artemis Vonósnégyessel. Számos rangos nyári zenei fesztiválon vett részt, mint a Salzburgi Ünnepi Játékok, a Bécsi és a Luzerni Ünnepi Játékok, a Schleswig-Holsteini Ünnepi Játékok, a Hohenemsi Schubertiade és a Kaposfest.
Előadóművészi munkásságát számos elismeréssel jutalmazták: 1999-ben Deutschlandsberg város díszpolgára, majd a bécsi Konzerthaus tiszteletbeli tagja lett, 2006-ban az az Osztrák Tudományos és Művészeti Érdemkereszt kitüntetés tulajdonosa lett. Grúziában 2016-ban elnyerte a „Művészet papnője” díjat. 2020-ban megkapta a Nemzetközi Klasszikus Zene (ICMA) életműdíját.

## Felvételei
Válogatás az AllMusic és a Discogs nyilvántartása alapján.
| Megjelenés | Tartalom                                                                                       | Közreműködők                                                                   | Kiadó                             |
| ---------- | ---------------------------------------------------------------------------------------------- | ------------------------------------------------------------------------------ | --------------------------------- |
| 1968       | Concours Musical International Reine Elisabeth 1968 – piano                                    | Jekatyerina Novityszkaja, Valerij Kamisov, Jeffrey Siegel, André De Groote ... | Discothèque Nationale de Belgique |
| 1972       | Elisabeth Leonskaja plays Schubert                                                             |                                                                                | Melogyija                         |
| 1976       | Dmitrij Sosztakovics: Seven Verses of A. Blok for Soprano, Violin, Cello and Piano, Op. 127, … | Galina Piszarenko, Oleg Kagan, Dmitrij Ferstman                                | Melogyija                         |
| 1986       | Music for Cello & Piano by Rachmaninov, Sibelius and Dvorák                                    | Heinrich Schiff                                                                | Philips                           |
| 1990       | Liszt: Klaviersonata h-moll, Dante Sonate, Petrarca-Sonette                                    |                                                                                | Teldec                            |
| 1992       | Chopin Nocturnes (Complete)                                                                    |                                                                                | Teldec                            |
| 1994       | Brahms: Piano Concerto No. 2                                                                   | Gewandhausorchester Leipzig, Kurt Masur                                        | Warner Classics                   |
| 1995       | Mozart & Grieg: Piano Sonatas                                                                  | Szvjatoszlav Richter                                                           | Teldec                            |
| 1997       | Csajkovszkij: The Piano Concertos                                                              | New York Philharmonic, Kurt Masur                                              | Teldec                            |
| 2001       | Sosztakovics: Piano Quintet; Piano Trio No. 2; String Quartets Nos. 1 & 15                     | Borodin Quartet                                                                | Teldec                            |
| 2004       | Schubert: Impromptus D. 899 & D. 935                                                           |                                                                                | Apex                              |
| 2006       | Mendelssohn: Piano Concertos 1 & 2, Song Without Words                                         | Camerata Salzburg, Ilan Volkov                                                 | MDG                               |
| 2010       | Beethoven: Piano Sonatas, Op. 109, 110 & 111                                                   |                                                                                | MDG                               |
| 2013       | Beethoven: Concerto for Piano & Orchestra No. 2 in B-flat major, Op. 19                        | SWR Baden-Baden and Freiburg Symphony Orchestra, Michael Gielen                | Essential Media                   |
| 2017       | Schubert: Late Piano Sonatas                                                                   |                                                                                | EaSonus                           |
| 2022       | Mozart: Complete Piano Sonatas                                                                 |                                                                                | Warner Classics                   |
| 2023       | Beethoven: Piano Concertos 3 & 4                                                               | Orchestre National du Capitole de Toulouse, Tugan Szohijev                     | Warner Classics                   |
| 2023       | Schumann: Liederkreis, Op. 39                                                                  | Brigitte Fassbaender                                                           | Warner Classics                   |